# معاملة المثليين في دول الكومنولث

الأعضاء الحاليون في الكومنولث.

ما زالت غالبية دول الكومنولث، التي كانت تُعرف باسم الكومنولث البريطاني، تجرم النشاط الجنسي المثلي بين البالغين المتوافقين وغيره من أشكال التوجه الجنسي والهوية الجندرية والتعبير عنها. لا يزال النشاط الجنسي المثلي يعتبر جريمة جنائية في 35 من أصل 53 دولة ذات سيادة في الكومنولث؛ وقانونيا في 18 دولة فقط.
وقد تم وصف هذا بأنه نتيجة «التأثير التاريخي الكبير» أو إرث الإمبراطورية البريطانية. في معظم الحالات، كان المسؤولون الاستعماريون السابقون السبب في إدخال تشريعات معادية للمثليين أو تشريعات ضد السدومية خلال القرن التاسع عشر وحتى قبل ذلك. احتفظت غالبية الدول بهذه القوانين بعد الاستقلال. نظرًا للأصل المشترك لقوانين العقوبات التاريخية في العديد من المستعمرات البريطانية السابقة، فإن حظر النشاط الجنسي المثلي، وخاصة الجنس الشرجي بين الرجال، منصوص عليه في المادة 377 في القوانين الجنائية لـ42 مستعمرة بريطانية سابقة، والعديد منها منهم اليوم أعضاء في الكومنولث.
لا تزال العقوبات المفروضة على السلوك الجنسي المثلي الخاص بالتراضي بين البالغين قاسية في عدد من دول الكومنولث. وتشمل السجن لمدة 10 سنوات والعمل الشاق في جامايكا، و 14 سنة في كينيا، و 20 سنة بالإضافة إلى الجلد في ماليزيا، في كل من بنغلاديش، باربادوس، غيانا، باكستان، سيراليون، تنزانيا وأوغندا، يعاقب عليها بالسجن مدى الحياة، في حين أن العقوبة القصوى ضد مثليي الجنس في الولايات الشمالية الاثنتي عشرة في نيجيريا، هي الإعدام. في بعض البلدان مثل الكاميرون، يتم الإبلاغ عن الاعتقالات والسجن بسبب المثلية الجنسية. في أوغندا ونيجيريا من شأن المقترحات التشريعية الأخيرة أن تزيد بشكل كبير من العقوبات على المثلية الجنسية.
وتشمل الدول الأعضاء التي لا تزال تجرم المثلية الجنسية كل من الكاميرون، وغانا، وكينيا، وسوازيلاند، وتنزانيا، وأوغندا، وزامبيا، وبنغلاديش، وماليزيا، وباكستان، وأنتيغوا وباربودا، وغرينادا، وغيانا، وسانت كيتس ونيفيس، وسانت لوسيا، سانت فينسنت والغرينادين، وبابوا غينيا الجديدة، وجزر سليمان، ومالاوي، وناميبيا، وسيراليون، وسنغافورة، وسريلانكا، وباربادوس، ودومينيكا، وجامايكا، وكيريباتي وتونغا.

## نظرة عامة
لا يزال النشاط الجنسي المثلي يعتبر جريمة جنائية في 35 من أصل 53 دولة ذات سيادة في الكومنولث؛ وقانونيا في 18 دولة فقط.
ومع ذلك، تشير التطورات في مجال التمييز في العمل إلى بعض التقدم، حيث أدخلت الدول الأعضاء مثل سيشيل (2006) وفيجي (2007) وموزمبيق (2007) وموريشيوس (2008) وبوتسوانا (2010) وسريلانكا (2017) تشريعات ضد التمييز في العمل على أساس التوجه الجنسي. في نوفمبر 2012، علقت رئيسة مالاوي جويس باندا جميع القوانين التي تجرم المثلية الجنسية، ولكن اعتبر تعليق وقف القانون هذا متنازعا عليه.
يزعم تقرير أصدرته في نوفمبر 2015 مؤسسة «هيومان ديغنيتي تراست» بالاشتراك مع رابطة محامي الكومنولث أن البلدان التي تواصل تجريم العلاقات الجنسية المثلية تزيد من تفاقم آثار أزمة فيروس نقص المناعة البشرية/الإيدز. ويقدر التقرير أن حوالي 2.9 مليار شخص يعيشون في بلدان الكومنولث حيث يتم معاقبة المثلية الجنسية بالتراضي، وحوالي 174 مليون يعيشون هناك قد يكونون من مجتمع الميم. ووجد أن: «هناك صلة مباشرة بين القوانين المجرمة وزيادة معدلات الإصابة بفيروس نقص المناعة البشرية، ويوضح الكومنولث هذا الارتباط دون شك. يمثل الكومنولث حوالي 30% من سكان العالم ولكن أكثر من 60% من حالات فيروس نقص المناعة البشرية في جميع أنحاء العالم. وقد أصبحت الوضعية أسوأ تدريجيا».

## مناقشات على مستوى الكومنولث

### التدخلات من قبل الأمناء العامين
في يوليو 2011، ورد أن الأمين العام للكومنولث، كاماليش شارما، تحدث ضد التمييز ضد الأشخاص المثليين والمثليات أثناء زيارته لأستراليا، بحجة أن «التشهير والاستهداف على أساس التوجه الجنسي يتعارضان مع قيم الكومنولث». كانت هذه هي المرة الأولى التي يتحدث فيها شخص رفيع المستوى من الكومنولث علنًا عن هذه القضية. أعاد شارما التأكيد على النقطة في خطابه الرئيسي في حفل افتتاح اجتماع رؤساء حكومات الكومنولث، «إننا نذكّر بتأكيد قيم ومبادئ الكومنولث لعام 2009، والذي يتضمن التزامًا واضحًا بالتسامح والاحترام والتفاهم... التمييز والتجريم على أساس التوجه الجنسي يتعارضان مع قيمنا وقد أتيحت لي الفرصة للإشارة إلى ذلك في سياق مؤتمراتنا المتعلقة بالقانون».
ألزمت الأمينة العامة للكومنولث البارونة باتريشيا اسكتلندا، التي تولت السلطة في 1 أبريل 2016، نفسها باستخدام أول عامين من ولايتها لتشجيع إلغاء تجريم المثلية الجنسية في بلدان الكومنولث التي تدرج السلوك الجنسي المثلي كجريمة. ومع ذلك، فقد اقترحت أن الطريق إلى الأمام يحتاج إلى بناء من خلال التوصل إلى توافق في الآراء: «ليس لدينا الحق أو الفرصة لإجبار الدول، ولكن يمكننا أن نبدأ محادثة جيدة حقا للعمل معهم حتى يفهموا القضايا الاقتصادية في العلاقات مع حقوق الإنسان وإجراء التغيير.»

### مؤتمر بيرث
دعا الناشط البريطاني لحقوق الإنسان بيتر تاتشل وعضو حزب العمال الأسترالي لولاية جنوب أستراليا إيان هانتر إلى إدراج حقوق المثليين على جدول أعمال اجتماع رؤساء حكومات الكومنولث، المقرر عقده في بيرث في نهاية أكتوبر 2011. «لم يناقش اجتماع رؤساء حكومات الكومنولث أبدًا - ناهيك عن دعمه - للمساواة وحقوق المثليين. لقد مضى وقت طويل من أجل معالجة اجتماع رؤساء حكومات الكومنولث لهذه القضية الإنسانية، والتي أهملها لفترة طويلة جدًا.» دعا جون هايد، عضو المجلس التشريعي لولاية أستراليا الغربية عن بيرث، رئيس وزراء ولاية أستراليا الغربية كولين بارنيت إلى استخدام وصوله إلى مندوبي الجمعية لمعالجة قضية حقوق الإنسان للمثليين والمثليات. أخيرًا، تم التأكيد على أن وزير الخارجية الأسترالي، كيفن رود، سيتدخل في اجتماع أكتوبر لطلب إلغاء القوانين المعادية للمثليين. تلقى النقاش حول حقوق المثليين في اجتماع بيرث استجابة صامتة من معظم المندوبين الحاضرين على الرغم من الدعم القوي من المملكة المتحدة وكندا وأستراليا ونيوزيلندا. لم يمكن التوصل إلى اتفاق لنشر تقرير من الشخصيات البارزة التي تنظر في أهمية الكومنولث في المستقبل، وطالبت جميع الدول الأعضاء التي تجرم المثلية الجنسية بإلغاء التجريم.

### مؤتمر مالطا
في نوفمبر 2015، أعلنت البارونة فيرما، وكيلة وزارة الخارجية في وزارة التنمية الدولية بالمملكة المتحدة، أنها ستترأس اجتماع مائدة مستديرة حول قضايا المثليين في اجتماع رؤساء حكومات الكومنولث في مالطا.
في وقت لاحق، في عام 2016، حث رئيس وزراء مالطا، جوزيف موسكات، دول الكومنولث على إزالة القوانين المعادية للمثليين بينما كان يتحدث في خدمة الاحتفال بيوم الكومنولث في دير وستمنستر. وكانت الملكة إليزابيث الثانية، رأس الكومنولث، حاضرة.
في يونيو 2017، وافق الكومنولث على اعتماد «شبكة الكومنولث للمساواة»، مما يجعلها أول منظمة تركز على قضايا المثليين معتمدة رسميًا. الاعتماد يعني أن نشطاء شبكة المساواة سيستفيدون من زيادة الوصول إلى شؤون الكومنولث والمشاركة فيها والمعلومات المتعلقة بها.

### المملكة المتحدة
أبدى رئيس الوزراء البريطاني ديفيد كاميرون دعمه قائلاً: «إنه أمر مروع ببساطة كيف يمكن معاملة الناس - كيف تداس حقوقهم والتحيزات وحتى العنف الذي يعانون منه. أريد أن تكون بريطانيا منارة عالمية للإصلاح». أشار وزير التنمية الدولية، أندرو ميتشل لاحقًا إلى أن المملكة المتحدة ستحجب المساعدات الإنمائية عن الدول التي لديها سجل سيء في مجال حقوق الإنسان فيما يتعلق بمواطنيها من مجتمتع الميم. تم ايقاف 19 مليون جنيه استرليني لدعم موازنة مالاوي في وقت لاحق من قبل المملكة المتحدة في أعقاب العديد من المخالفات بما في ذلك التقدم الضعيف لحقوق الإنسان والحريات الإعلامية وعن قلقها إزاء نهج الحكومة لحقوق المواطنين من مجتمع الميم لها. تم تعزيز ذلك لاحقًا بواسطة ديفيد كاميرون الذي أكد على أن الذين يتلقون مساعدات المملكة المتحدة يجب عليهم «الالتزام بحقوق الإنسان المناسبة». بعد أن وافقت حكومة سيشل على المضي قدمًا في خطط لإلغاء القانون المعادي للمثليين في البلاد، لاحظوا على وجه التحديد الدعوة والنشاط من قبل الدبلوماسيين البريطانيين.
في عام 2014، كتب وزير الخارجية البريطاني، وليام هيغ، إلى أمين عام الكومنولث يحثه على استخدام منصبه لحث الدول الأعضاء على الوفاء بمسؤولياتها في تعزيز حقوق مواطنيها من مجتمع الميم. وقال في وقت لاحق أنه يتعين على بريطانيا أن تجعل من الدفاع عن حقوق المثليين أساسًا رئيسيًا في علاقاتها مع دول الكومنولث الأخرى.
في أبريل 2018، استضافت بريطانيا اجتماع رؤساء الحكومات في لندن. أعربت رئيسة الوزراء البريطانية تيريزا ماي عن أسفها لأن العديد من القوانين الحالية في دول الكومنولث التي تجرم المثلية الجنسية هي من الإرث المباشر للاستعمار البريطاني. وعرضت دعم أي حكومة تريد إصلاح تشريعاتها. وقع أكثر من 100,000 شخص على عريضة تطالب بإثارة قضية حقوق المثليين في الاجتماع.

## منظمات حقوق المثليين في الكومنولث

### صندوق كاليودوسكوب
تأسس صندوق كاليودوسكوب في لندن في عام 2011 للضغط على السياسيين في بريطانيا بحيث يناقش الوزراء البريطانيون حقوق المثليين كلما استضافة نظرائهم. ويهدف على وجه التحديد إلى إلغاء القوانين المعادية للمثليين داخل الكومنولث، وذلك باستخدام الضغوط التجارية والسياسية. قدم المغنيان إلتون جون وجورج مايكل الدعم، مع حضور إلتون جون لحفل تأسيس الصندوق.

## دول الكومنولث حيث المثلية الجنسية ليست جريمة جنائية
ملاحظة: † توقيع إعلان الجمعية العامة للأمم المتحدة لصالح حقوق المثليين. ‡ توقيع بيان بديل ضد حقوق المثليين.

### أين زواج المثليين قانونيا
- أستراليا †
- انجلترا وويلز (المملكة المتحدة) †
- اسكتلندا (المملكة المتحدة) †
- أكروتيري ودكليا (المملكة المتحدة) †
- برمودا (المملكة المتحدة) †[23]
- المقاطعة البريطانية بالقارة القطبية الجنوبية (المملكة المتحدة) †
- إقليم المحيط الهندي البريطاني (المملكة المتحدة) †
- جزر كايمان (المملكة المتحدة) †
- جزر فوكلاند (المملكة المتحدة) †
- جبل طارق (المملكة المتحدة) †
- غيرنزي وآلدرني (المملكة المتحدة) †
- جزيرة مان (المملكة المتحدة) †
- جيرزي (المملكة المتحدة) †[24]
- جزر بيتكيرن (المملكة المتحدة) †
- سانت هيلينا وأسينشين وتريستان دا كونا (المملكة المتحدة) †
- جورجيا الجنوبية وجزر ساندويتش الجنوبية (المملكة المتحدة) †
- كندا †
- مالطا †
- نيوزيلندا †
- جنوب أفريقيا †

### حيث يتم الاعتراف القانوني بالعلاقات المثلية
- أيرلندا الشمالية (المملكة المتحدة) †
- قبرص †

### مع الحماية من التمييز
- جزر العذراء البريطانية (المملكة المتحدة) †
- مونتسرات (المملكة المتحدة) †
- جزر توركس وكايكوس (المملكة المتحدة) †
- سارك (المملكة المتحدة) †
- بليز
- بوتسوانا (التوظيف فقط)
- فيجي (التوظيف فقط) †
- الهند (في القطاع الحكومي فقط)
- موزمبيق (التوظيف فقط)
- سيشل † (التوظيف فقط)

### النشاط الجنسي المثلي قانوني، لا يوجد أي حماية التمييز
- أنغويلا (المملكة المتحدة) †
- باهاماس †
- ليسوتو
- ناورو †
- نيوي (نيوزيلندا) †
- رواندا †
- توكيلاو (نيوزيلندا) †
- ترينيداد وتوباغو[25]
- فانواتو †

## دول الكومونوولث أين المثلية الجنسية جريمة جنائية
ملاحظة: † توقيع إعلان الجمعية العامة للأمم المتحدة لصالح حقوق المثليين. ‡ توقيع بيان بديل ضد حقوق المثليين.

### لا يتم تطبيقها ومع الحماية من التمييز

#### أفريقيا
| - موريشيوس † (التوظيف فقط) - سريلانكا (تم تجريم التمييز عمليا بحماية واسعة النطاق من التمييز) - جزر كوك (نيوزيلندا) (للتوظيف) - ساموا † (التوظيف فقط) |

### لا يتم تطبيقه

#### أفريقيا
| - مالاوي ‡ - ناميبيا - سيراليون † - أنتيغوا وباربودا - باربادوس - دومينيكا † - جامايكا | - كيريباتي - تونغا - توفالو † |

### يعاقب بالسجن

#### أفريقيا
| - الكاميرون ‡ - غانا - كينيا ‡ - جنوب نيجيريا ‡ - إسواتيني ‡ - تنزانيا ‡ - أوغندا ‡ - زامبيا | - بنغلاديش ‡ - ماليزيا ‡ - باكستان ‡ - سنغافورة | - غرينادا - غيانا - سانت كيتس ونيفيس - سانت لوسيا ‡ - سانت فينسنت والغرينادين | - بابوا غينيا الجديدة - جزر سليمان ‡ |

### عقوبة الإعدام
- بروناي ‡
- شمال نيجيريا ‡